# Métro d'Abidjan
Le métro d'Abidjan est un projet de réseau ferroviaire de transport urbain dont les travaux préparatoires ont débuté en 2018 et les travaux principaux en 2022, qui desservira l'agglomération d'Abidjan.
Il est constitué par une ligne nord/sud, de la commune d'Anyama jusqu'à celle de Port-Bouët, en passant par le quartier central d'affaires du Plateau.
Une deuxième ligne est/ouest, entre Yopougon et Bingerville a également été envisagée, mais un bus en site propre sera réalisé dans un premier temps.
Avec 37 kilomètres de voies, la première ligne représente un projet de grande ampleur, comparable aux lignes de métros de grandes villes.
La mise en service de la ligne 1 est prévue fin 2028.
Le métro d'Abidjan fera partie des réseaux de transport ferroviaire urbain développés en Afrique. Il constitue le plus grand projet d’infrastructure du pays de ces cinquante dernières années.

## Historique du projet

### Contexte
Le projet de construire un métro à Abidjan naît dans les années 2010 compte tenu de l'insuffisance de l’offre de transports en commun et la congestion de l’agglomération,.
Abidjan, qui compte presque 6 millions d’habitants (soit plus de 20 % de la population ivoirienne), est effet en pleine expansion.
Les services de transport disponibles (autobus de la SOTRA, taxis compteurs et communaux, les wôrô-wôrô, gbakas, pinasses et bateaux-bus qui parcourent la lagune Ébrié) ne parviennent pas à répondre à l’ensemble de la demande de mobilité.
Le métro a donc pour objectif de décongestionner l’agglomération et de fluidifier les déplacements de ses habitants, permettant notamment de réduire les émissions carbone de la ville.

### 2013-2014: appel d'offres initial
Un appel d’offres international est lancé par le ministère des transports ivoirien en 2013.
Initialement, deux équipes se constituent pour y répondre : l’une associe Dongsang Engineering (bureau d’études coréen spécialisé dans l’électricité) et Hyundai Rotem (fabricant coréen de matériel roulant), l’autre Bouygues Travaux Publics (filiale du groupe Bouygues spécialisée en travaux publics) et Alstom (fabricant français de matériel roulant). Mais Alstom se désiste et les trois entreprises restantes se regroupent. Elles remettent une offre le 4 octobre 2013.
Le projet prévoyait alors dans un premier temps d'utiliser les 37 km de voies ferrées existantes de la Sitarail, appartenant à l'État Ivoirien. Larges d'un mètre (voie métrique), elles nécessitaient cependant être réhabilitées.
L’État de la Côte d’Ivoire déclare l’appel d’offres infructueux mais, conformément au code des marchés publics, entre en négociations exclusives avec le consortium constitué de Bouygues Travaux Publics, Dongsang Engineering et Hyundai Rotem.

### 2015-2016: signature du contrat de concession et exclusion des entreprises coréennes
L’État ivoirien demande qu’un exploitant se joigne au consortium. Il s’agit du groupe Keolis.
Les négociations aboutissent à la signature, en juillet 2015, d’un contrat de concession entre l’État ivoirien et la STAR, société constituée par les membres du consortium.
La première étape de l’exécution du contrat est la réalisation d’un avant-projet et d’une offre financière, qui sont remis le 30 mai 2016. Cependant, l’État ivoirien rejette l’offre technique de Hyundai Rotem, qui ne dispose pas d’un système de signalisation de type CBTC.

### 2016-2017: nouveau groupement d'entreprises françaises
L’État ivoirien demande et obtient un financement français, ce qui amène le groupement à se recomposer autour d’entreprises éligibles à ces financements. La Société des transports abidjanais sur rail (STAR) regroupe ainsi Bouygues Travaux Publics (mandataire, chargé des infrastructures), Alstom (trains et signalisation), Colas Rail (voies et systèmes) et Keolis (exploitation et maintenance),.
Le 30 novembre 2017, Alassane Ouattara et Emmanuel Macron lancent les travaux du chantier à la gare de Treichville,,.

### 2018-2019: avant-projet et négociations avec l'État ivoirien
Le 8 février 2018, l’État ivoirien passe commande à Bouygues Travaux Publics des travaux préparatoires à la réalisation des emprises et des déviations des réseaux la traversant.
La 21 décembre 2018, le groupement français remet un nouvel avant-projet, tenant compte des caractéristiques du matériel proposé par Alstom, ainsi qu’une offre de financement.
Le 8 octobre 2019, un protocole est établi entre l'État et le groupement d'entreprises arrêtant les principales caractéristiques techniques du projet et son prix.
Le 21 décembre 2019, un contrat est signé entre l'État et le groupement en présence des présidents des deux pays. Il aura fallu un an jour pour jour pour le négocier.

### 2020-2021: secousses politiques puis relance du projet
Les campagnes électorales des présidentielles de 2020, puis des législatives de 2021, la crise sanitaire concomitante, le décès du Premier ministre Amadou Gon Coulibaly en juillet 2020 puis le décès brutal de son successeur Hamed Bakayoko début 2021 affectent la capacité du gouvernement ivoirien à faire avancer significativement le projet.
La nomination d’un nouveau gouvernement en avril 2021 marque la relance du projet.
La libération des terrains nécessaires à la réalisation de cette infrastructure débute en août 2021 après un processus d’indemnisation des populations concernées.

### 2022-2023: bouclage du financement avec la France et lancement des travaux
Selon les autorités ivoiriennes, en octobre 2022, les emprises sont libérées à 95 % sur la partie Nord du métro et à 85 % sur la partie Sud. Au total, 13 448 personnes sont impactées dans le cadre de la mise en œuvre de la ligne 1 du métro et la plupart sont alors déjà indemnisées.
Le contrat signé en 2019 ne pouvant débuter qu'après la libération totale de emprises et la mise en place intégrale du financement, un avenant est signé le 21 décembre 2022 afin de permettre la prise de possession d'une partie des terrains, et le démarrage partiel des travaux.
Les financements, essentiellement apportés par la France, qui incluent un crédit export a mettre en place par les groupes bancaires Société générale et BNP Paribas ne seront totalement opérationnels qu'après la levée de conditions suspensives espérée fin juin 2023.
La totalité des emprises sera disponible autour de la même date, ce qui permettra l'achèvement des travaux préparatoires puis le démarrage des travaux principaux autour de novembre 2023.
Le coût prévisionnel de 1 166,43 milliards de francs CFA, soit 1,77 milliard d’euros n'a pas été renégocié depuis 2019.

## Caractéristiques de la ligne 1

### Construction
Bouygues Travaux Publics se charge de la construction des infrastructures, Alstom du développement du matériel roulant (20 trains de 5 voitures), Colas Rail de la construction de la voie ferrée, de l’électrification (caténaire et sous-stations), de la billetterie et d’une partie des courants faibles, Keolis de l’exploitation et la maintenance du réseau.
La ligne 1 est « en site propre », c'est-à-dire qu'elle emprunte une voie ou un espace qui lui est réservé, avec des ponts ou passerelles construites à chaque intersection. Elle va toutefois partager ses emprises avec la ligne de chemin de fer Abidjan-Ouagadougou sur environ 32,5 km (les réseaux métropolitain et ferroviaire vont circuler sur deux plateformes en parallèle, dans deux espaces séparés et délimités).
La traversée de la lagune Ebrié sera assurée par un nouveau pont ferroviaire en parallèle du pont Félix-Houphouët-Boigny.

### Tracé
Selon le parcours des voies ferrées existantes, le métro d'Abidjan est prévu pour traverser les communes et les quartiers suivants (liste non exhaustive) :
- Anyama ;
- PK 18 Agoueto (Abobo) ;
- Avocatier / Sagbé Nord (Abobo) ;
- Abobo gare (Abobo) ;
- Humici (Adjamé) ;
- Agban village (Attécoubé) ;
- Le Plateau, boulevard de la Paix ;
- Treichville, boulevard de Marseille ;
- Biétry / Zone 4 (Marcory) ;
- Port-Bouët nord ;

|  |   | Stations              | Coordonnées géographiques  | Communes             | Correspondances |
|  | - | --------------------- | -------------------------- | -------------------- | --------------- |
|  | ■ | Anyama – Centre       | 5° 29′ 34″ N, 4° 03′ 11″ O | Anyama               |                 |
|  | • | Anyama – Sud          | 5° 28′ 55″ N, 4° 03′ 08″ O | Anyama               |                 |
|  | • | Abobo – Nord          | 5° 26′ 05″ N, 4° 02′ 25″ O | Abobo                |                 |
|  | • | Abobo – Intermédiaire | 5° 25′ 35″ N, 4° 01′ 56″ O | Abobo                |                 |
|  | • | Abobo – Centre        | 5° 25′ 10″ N, 4° 01′ 45″ O | Abobo                |                 |
|  | • | Abobo – Banco         | 5° 24′ 45″ N, 4° 01′ 20″ O | Abobo                |                 |
|  | • | Abobo – Université    | 5° 23′ 31″ N, 4° 01′ 33″ O | Abobo, Adjamé        |                 |
|  | • | Gare Internationale   | 5° 22′ 23″ N, 4° 01′ 55″ O | Adjamé               |                 |
|  | • | Adjamé – Agban        | 5° 21′ 21″ N, 4° 01′ 51″ O | Adjamé, Attécoubé    |                 |
|  | • | Adjamé – Délégation   | 5° 20′ 30″ N, 4° 01′ 50″ O | Adjamé               |                 |
|  | • | Plateau – Centre      | 5° 19′ 51″ N, 4° 01′ 21″ O | Le Plateau           |                 |
|  | ■ | Plateau – Lagune      | 5° 18′ 59″ N, 4° 01′ 14″ O | Le Plateau           |                 |
|  | • | Treichville           | 5° 18′ 11″ N, 4° 00′ 54″ O | Treichville          |                 |
|  | • | Treichville – Hôpital | 5° 17′ 48″ N, 4° 00′ 22″ O | Treichville          |                 |
|  | • | Marcory – Canal       | 5° 17′ 22″ N, 3° 59′ 33″ O | Marcory, Treichville |                 |
|  | • | Marcory – Centre      | 5° 17′ 01″ N, 3° 58′ 51″ O | Marcory              |                 |
|  | • | Boulevard VGE         | 5° 16′ 41″ N, 3° 58′ 09″ O | Marcory, Koumassi    |                 |
|  | • | Akwaba                | 5° 16′ 05″ N, 3° 57′ 51″ O | Port-Bouët           |                 |
|  | • | Port-Bouët            | 5° 15′ 22″ N, 3° 57′ 30″ O | Port-Bouët           |                 |
|  | ■ | Aérocité              | 5° 14′ 50″ N, 3° 56′ 16″ O | Port-Bouët           |                 |

### Capacités
Dans son projet actuel, la ligne 1 du métro d’Abidjan permettra de transporter environ 60 000 passagers par heure, dans des trains à conduite manuelle, avec conducteur,pouvant rouler jusqu’à 90 km/h.
La capacité estimée est de 540 000 passagers par jour,, et jusqu’à 1 million de voyageurs en 2040.
La technologie de contrôle et de pilotage prévue est la CBTC Urbalis 400,qui permet notamment de conserver la distance minimale de sécurité entre deux trains.

### Coût
L’enveloppe maximale allouée à la construction de la ligne 1 du métro est de 918,34 milliards de francs CFA.